# Língua akuriyó
Akuriyó é uma língua caribana quase extinta falada por cerca de dez pessoas no sudeste do Suriname. O primeiro contato dos Akurios com não nativos foi feito em 1937 por uma expedição neerlandesa na fronteira do país como o Brasil.
Os Akurio (cerca de 50 pessoas hoje) vivem nas vilas Tëpu, Kwamalasamutu e Palumeu e ao longo dos rios Tapanahoni e Sipaliwini. Somente poucos desses (os mais velhos) falam Akurio, a maioria fala a língua tirió, um idioma relacionado.
A língua tem praticamente somente a forma oral, sendo raramente escrita na forma  do alfabeto latino criada por missionários com uso de poucas letras.

## Amostra de texto
Yiriba na bà sikindo dare bà mɛɛri, da seena yirimma mii bà ta da i nɛki bà tɔɔba.
Português
Todos os seres humanos nascem livres e iguais em dignidade e direitos. São dotados de razão e consciência e devem agir em relação uns aos outros com espírito de fraternidade. (art. 1º da Declaração Universal dos Direitos Humanos)